# Crocinis fenestrata
Crocinis fenestrata är en fjärilsart som beskrevs av Butler 1879. Crocinis fenestrata ingår i släktet Crocinis och familjen sikelvingar. Inga underarter finns listade i Catalogue of Life.